# Tuffi ai campionati europei di nuoto 2010 - Piattaforma 10 metri maschile
La gara si è disputata il 15 agosto 2010 e vi hanno partecipato 18 atleti. I primi 12 dopo il primo turno sono stati ammessi alla finale, ma in seguito alla rinuncia di Blake Aldridge (dodicesimo nelle qualifiche) è stato ammesso in finale al suo posto il tredicesimo classificato András Hajnal.

## Medaglie
| Posizione | Atleta           | Paese       |
| --------- | ---------------- | ----------- |
| Oro       | Sasha Klein      | Germania    |
| Argento   | Patrick Hausding | Germania    |
| Bronzo    | Vadzim Kaptur    | Bielorussia |

## Qualifiche
| Pos. | Atleta                    | Nazione     | Punti  |
| ---- | ------------------------- | ----------- | ------ |
| 1    | Sasha Klein               | Germania    | 478.40 |
| 2    | Vadzim Kaptur             | Bielorussia | 476.65 |
| 3    | Sergej Nazin              | Russia      | 465.60 |
| 4    | Patrick Hausding          | Germania    | 460.65 |
| 5    | Konstyantyn Miljaev       | Ucraina     | 457.20 |
| 6    | Viktor Minibaev           | Russia      | 442.45 |
| 7    | Constantin Popovici       | Romania     | 439.30 |
| 8    | Anton Zacharov            | Ucraina     | 414.30 |
| 9    | Francesco Dell'Uomo       | Italia      | 402.30 |
| 10   | Christofer Eskilsson      | Svezia      | 399.95 |
| 11   | Cimafej Hardzejčyk        | Bielorussia | 381.00 |
| 12   | Blake Aldridge            | Regno Unito | 376.80 |
| 13   | András Hajnal             | Ungheria    | 374.60 |
| 14   | Espen Valheim             | Norvegia    | 356.05 |
| 15   | Max Brick                 | Regno Unito | 338.50 |
| 16   | Maichol Verzotto          | Italia      | 331.30 |
| 17   | Quentin Stoudmann         | Svizzera    | 316.00 |
| 18   | Michail-Panagiotis Tzifas | Grecia      | 306.50 |

## Finale
| Pos. | Atleta               | Nazione     | Punti  |
| ---- | -------------------- | ----------- | ------ |
|      | Sasha Klein          | Germania    | 534.85 |
|      | Patrick Hausding     | Germania    | 516.45 |
|      | Vadzim Kaptur        | Bielorussia | 515.80 |
| 4    | Viktor Minibaev      | Russia      | 508.50 |
| 5    | Anton Zacharov       | Ucraina     | 506.20 |
| 6    | Konstyantyn Miljaev  | Ucraina     | 446.50 |
| 7    | Cimafej Hardzejčyk   | Bielorussia | 446.15 |
| 8    | Sergej Nazin         | Russia      | 434.80 |
| 9    | Francesco Dell'Uomo  | Italia      | 433.80 |
| 10   | Constantin Popovici  | Romania     | 432.60 |
| 11   | András Hajnal        | Ungheria    | 370.60 |
| 12   | Christofer Eskilsson | Svezia      | 368.60 |